# 鲁比永
鲁比永（法語：Roubion，法語發音：[ʁubjɔ̃]）是法国滨海阿尔卑斯省的一个市镇，位于该省中北部，属于尼斯区。

## 地理
鲁比永（44°5'34"N, 7°3'2"E）面积27.26 平方千米，位于法国普罗旺斯-阿尔卑斯-蓝色海岸大区滨海阿尔卑斯省，该省份为法国东南部沿海省份，南濒地中海，西南至瓦尔省，西北接上普罗旺斯阿尔卑斯省，北部和东部与意大利接壤。
与鲁比永接壤的市镇（或旧市镇、城区）包括：伯伊、伊隆斯、伊索拉、皮耶尔拉斯、鲁尔。

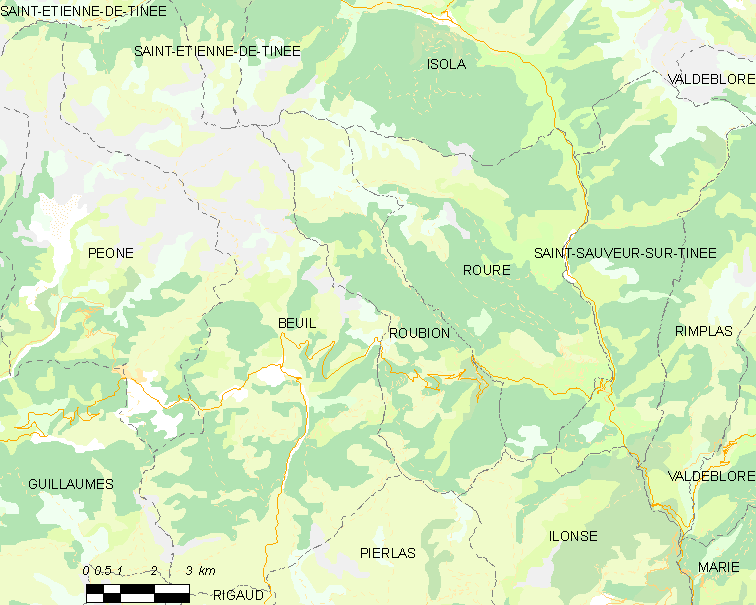
鲁比永的OSM定位图

鲁比永的时区为UTC+01:00、UTC+02:00（夏令时）。

## 行政
鲁比永的邮政编码为06420，INSEE市镇编码为06110。

## 政治
鲁比永所属的省级选区为图雷特勒旺斯县。

## 人口

1962-2008年间鲁比永人口变化图示

鲁比永于2022年1月1日时的人口数量为114人。